# Брег при Ползели
Брег при Ползели (на словенски: Breg pri Polzeli) е село в Словения, Савински регион, община Ползела. Според Националната статистическа служба на Република Словения през 2015 г. селото има 1013 жители.